# Lee Hall
Lee Hall (Northumberland, 20 de setembro de 1966) é uma dramaturga e roteirista britânica, conhecida pelo roteiro do filme Billy Elliot (1999).